# Montenegro
Montenegro (montenegrinsk: Crna Gora, Црна Гора (betyder "det sorte bjerg")) er en republik på Balkan. Montenegro grænser op til Adriaterhavet, Kroatien, Bosnien-Hercegovina, Serbien, Kosovo og Albanien.
Den 21. maj 2006 afholdt Montenegro en folkeafstemning om opløsning af unionen med Serbien. Dagen efter viste det statskontrollerede resultat, at 55,5% havde stemt for uafhængighed, hvilket var lidt mere end de krævede 55%. Som følge heraf erklærede Montenegros regering landet uafhængigt pr. 3. juni 2006.
Landets økonomi er i en transformation efter opløsningen Socialistiske Føderale Republik Jugoslavien og krigene i Jugoslavien. Eksporten består især af metaller.

## Landskab
Fraregnet lavningen ved Scutari-søen og kystegnene, hvor kvartære aflejringer udgør overfladen, er Montenegro overalt et bjergland. Bjergene falder i to hovedpartier, der begge strækker sig fra nordvest til sydøst og adskilles ved en række højsletter, som ledsager floden Zeta. Det vestlige bjergdrag er det egentlige Montenegro eller Crna gora. Det består af en stærkt porøs, dolomitagtig kalksten, der danner et ægte karstlandskab med talrige cirkelformede eller elliptiske, brøndagtige kedeldale eller doliner, hvis diametre varierer mellem nogle få meter og flere kilometer. De vigtigste doliner findes ved Cetinje, Njeguš og Grahovo. Højden er temmelig jævn og noget stigende ud imod Adriaterhavet, hvor karstlandskabets kulminationspunkt Lovčen når 1759 m.
Af en ganske anden natur er det østlige bjergdrag Brda. I tidens løb er kridttidens kalkstensmasser eroderede bort, og lag af sandsten og skifer fra Trias og fra Palæozoikum, der flere steder gennembrydes af diabasiske eruptiver, er trådt frem i dagen. Brdas bjerglandskaber minder en del om de mellemeuropæiske bjerge med deres afrundede former, frugtbare løse jordlag og talrige vandløb. Højden ligger næsten alle vegne mellem 800 og 1000 m; men seks isolerede toppe, der foroven endnu bærer kalkstensmasser, hæver sig op over 2000 m. De vigtigste er Kom (2430 m) og Durmitor (2528 m).
Den sydligste del af Montenegro udgøres af den 15 km brede strimmel land mellem Scutari-søen og Adriaterhavet. Længst mod syd på nordbredden af Bojana samt i omegnen af Antivari findes lave og frugtbare kystsletter, hvorimod de øvrige dele af den lange kyst er høje og stiger inde i landet til 1593 m i Rumija-bjergene.
Karstlandskaberne mangler ganske overjordiske vandløb, men på randene kan man hist og her se småfloder vælde frem af de indre hulheder. Den nordøstlige del af Brda har gennem Piva, grænsefloden Tara og Lim, der alle falder i Drina, afløb nordpå til Donau. Sydpå strømmer Morača, der optager Zeta og Zijevna (Zem), hvorefter den gennem et betydeligt delta falder i Scutari-søen, hvis afløb Bojana (Drin) på et stykke danner grænsen til Albanien. Foruden nogle bjergsøer har Montenegro endnu kun een betydeligere sø, Gornje Blavo.

## Klima
Klimaet frembyder store forskelligheder trods landets størrelse. Mens de sydlige kystegne har et rent Middelhavsklima, er klimaet i det egentlige Crniagoras karstegne yderst ekstremt. De nøgne klipper og manglen på vegetation og rindende vand tillader, at sommervarmen i de indelukkede dale stiger indtil 40 °C i skyggen, hvorimod vinteren er så streng, at al samfærdsel hører op på grund af sneen. Cetinje, der ligger 665 meter over havet, har i januar gennemsnitlig – 1,7 °C, mens julis gennemsnitstemperatur er 22 °C. Om sommeren falder der måneder igennem ingen regn, og befolkningen må de fleste steder anvende cisterner. Brda har et mere tempereret klima. Vinteren er ganske vist streng, men sommeren får en del nedbør.

## Plantevækst
Med hensyn til planteverdenen er der den samme tredeling af Montenegro: I egnen om Scutari-søen findes hist og her sumpvegetation, men for øvrigt har de sydlige lave egne den almindelige Middelhavsflora med stedsegrønne trævækster og dyrkning af korn, vin, figen, oliven, appelsiner samt morbærtræ. Crnagora, der tidligere skal have haft bøge- og fyrreskove, er nu skovløs, men har hist og her krat af forkrøblede nåletræer, eg, bøg og rhus-arter.
Agerbruget, for hvilket kartoffelen spiller en betydelig rolle, er her indskrænket til kedeldalene. Brda har betydelige skove af elm, el, eg, bøg, ahorn, ask og fyr. 800 m-kurven synes at danne grænse for egen, ligesom de punkter, der rager op over 1300 m, har udelukkende nåleskov. I Brda findes en sammenhængende grønsvær, og der dyrkes de mellemeuropæiske kornsorter, majs, kartofler, meloner, vin, tobak samt frugttræer som æble-, pære- og blommetræer.

## Dyreliv
Dyreverdenen er nærmest fattig. Bjørne, ulve, ræve, vildsvin, hjorte og harer findes, men er sjældne. De fugle, man hyppigst ser, er ravne, sjældnere træffes duer og agerhøns. Ved Scutari-søen findes dog talrige svømmefugle, og sammesteds foruden i dens tilløb fiskes laks, ål, aborrer samt skoranzer (Leuciscus alburnus).

## Historie

### Middelalderen
Det nuværende Montenegro var indtil tyrkernes indfald i Europa kun yderst svagt befolket af omflakkende hyrder. I 14. århundrede omtales et fyrstendømme Zeta, der stod under serberne, men da disses rige 1389 var omstyrtet af tyrkerne, flygtede flere serbiske stammer (plemena) til bjergene for at hævde deres uafhængighed og leve af kvægavl og røveri. Efter, at deres oprindelige fyrstefamilie Balscich var uddød 1421, valgte de den tapre Stefan Crnogorai, hvis efterkommere kaldes Crnojevic, til deres vojvod. Han anlagde to handelspladser ved Adriaterhavet samt (1485) klosteret Cetinje, der fra nu af blev regeringssæde, og efter traditionen skal landet have fået navn efter ham. I forbund med venetianerne hævdede Montenegro under Stefan og hans efterfølgere sejrrigt sin uafhængighed lige til begyndelsen af 16. århundrede, da landet (1516) gik over til at blive en teokratisk stat under en biskop Vladika.

### Vladikatet
I den følgende tid gjorde tyrkerne store fremskridt i Montenegro, hvor der herskede uenighed og strid mellem de enkelte stammer. Først efter 1697, da Danilo Petrović af stammen Njegosch (1697—1735) havde overtaget vladika-værdigheden, blev tyrkerne på ny fordrevne. Danilo sluttede forbund med Venedig og Rusland, gjorde vladikatet arveligt i sin familie og oprettede et guvernørembede, hvis indehaver imidlertid snart optrådte som selve vladika’ens medbejler. En kroatisk eventyrer, Stefan Mali, der udgav sig for den myrdede Peter 3. af Rusland, optrådte i 1767 i Montenegro, hvor det virkelig lykkedes ham at forene de stridende partier og med held forsvare landet mod tyrkerne, indtil han i 1774 omkom under en opstand. Opfordret af Rusland og Østrig greb Montenegro til våben 1788 og holdt i tre år 50.000 tyrkere stangen, men alligevel blev Montenegro forbigået ved Freden i Sistova i august 1791. Den første halvdel af Peter 1. Petrovićs lange regeringstid (1782—1830) var udadtil en fredsperiode, hvor vladika søgte at forlige stammerne og hævde den civile og militære rets myndighed. 1798 samlede han alle i Montenegro rådende lovbestemmelser og sædvaner i en slags grundlov (zakonik), hvis gennemførelse dog hindredes ved guvernørens og befolkningens modstand.
1805—1807 og 1810—1814 tog Montenegro livlig del i Ruslands kampe med Frankrig og Tyrkiet. Peters efterfølger blev Peter 2. Petrovitsch, der havde fået sin uddannelse i Petrograd. Han indrettede en regelmæssig regering, ophævede guvernørembedet, hvis sidste indehaver Vuk Radonich udvandrede til Cattaro, indførte en klasseskat og erklærede Peter 1.s zakonik for gældende. Over for tyrkerne kæmpedes med held under Peter 2.s regering, hvorimod albanerne fordrev dem fra Scutari-søen.

### Fyrstendømmet
Efter Peter 2. fulgte 1851 hans brodersøn Danilo 1. Petrovitsch-Njegosch. Han gav afkald på den gejstlige værdighed og fik 1852 af Rusland og Østrig anerkendelse som fyrste af Montenegro. 1856 gav han en ny udvidet lovbog (Zakonik kneza Danila), indførte grundskatten, ordnede militærvæsenet på grundlag af den almindelige værnepligt og afskaffede den arvelige høvdingeværdighed, hvilket dog medførte ulige opstandsforsøg. Samtidig med Krim-krigen førte Danilo en i det hele heldig krig med tyrkerne, hvorefter det endelig lykkedes at få Montenegros grænser bestemt afstukne af en kommission, der nedsattes af stormagterne. Da Danilo 1860 i Cattaro myrdedes af en montenegriner, der dreves af personlig hævntørst, blev Nikita eller Nikolaus 1. Petrovitsch, søn af Mirko Petrovitsch og født 1841, udnævnt til fyrste. Allerede 1862 kom det atter til erklæret krig med tyrkerne, der denne gang rykkede lige til Cetinje og tvang Montenegro til at modtage tyrkisk besættelse på flere vigtige punkter af vejen mellem Scutari og det oprørske Herzegovina. 1870 rømmedes de dog atter af tyrkerne. Samtidig med Serbien begyndte Montenegro i 1876 en krig mod Tyrkiet. Nikita rykkede med 15.000 mand mod Novosinje, var i begyndelsen uheldig, men havde til sidst det held at tilføje tyrkerne under Mukhtar Pasha et føleligt nederlag. Da tyrkerne derefter vendte alle kræfter mod Serbien, kunne Montenegro gå i offensiven og erobre Medun, hvorefter dog krigen endte ved Ruslands mellemkomst; men da Tyrkiet ikke ville gå ind på den betydelige udvidelse af Montenegro, som stormagterne krævede, begyndte krigen på ny i juni 1877. Suleiman Pasha trængte nord fra gennem Duga-passet ind i Montenegro, men da Tyrkiet snart måtte anvende alle sine tropper mod russerne, kunne Nikita atter gå i offensiven. Indtil januar 1878 erobrede han Nikschits, Spizza og Antivari. Ved Berlin-traktaten den 13. juli 1878 blev Montenegro anerkendt som et fuldstændig uafhængigt fyrstendømme, og det fik en så stor landudvidelse (5.100 km2), at dets areal mere end fordobledes. Foruden Nikschits, Podgorioa og Antivari skulle Montenegro have de albanske distrikter Gusinje og Plava, men da disses afståelse forhindredes af albanerne, ombyttedes de i 1880 med Dulcigno og omegn. Denne ordning ville albanerne heller ikke gå ind på, og først efter en flådedemonstration af magterne kunne Montenegro tage Dulcigno i besiddelse.
Forholdet til tyrkerne var siden fredeligt og undertiden næsten venskabeligt, som da Nikita 1883 aflagde sultanen et besøg i Konstantinopel og modtoges med store æresbevisninger. Over for Rusland var forholdet, at Montenegro stadig støttede sig til denne stormagt. Meget omtalt i sin tid blev Alexander 3.s ytring, at Nikita var Ruslands eneste pålidelige ven i Europa. I slutningen af året 1900 vakte det nogen opsigt, at fyrst Nikita antog titel af »kongelig Højhed«, og d. 28. august 1910 lod han sig udråbe til konge.
1911 var Montenegro nær kommet i krig med Tyrkiet, da montenegrinerne stod på de oprørske malissorers side. I 1912 begyndte der grænsestridigheder mellem Montenegro og Tyrkiet, og efter, at Montenegro var trådt ind i Balkanforbundet, erklærede det 8. oktober 1912 Tyrkiet krig. De montenegrinske tropper havde i begyndelsen held med sig og drog frem mod Scutari, men på grund af manglende ordentlig militær træning såvel som moderne udrustning kunne de ikke udrette noget videre. Den 9. december 1912 sluttedes våbenstilstand i Chatalja, men krigen brød atter ud i februar, og efter, at montenegrinerne havde taget mod serbernes hjælp og med store ofre gennemført belejringen, kapitulerede Scutari den 22. april 1913. Denne by måtte kong Nikita dog opgive igen, da stormagterne havde indlemmet den i det nyoprettede fyrstendømme Albanien. Den 14. maj besatte et internationalt blokadekorps Scutari. I den anden Balkankrig, som udbrød sommeren 1913, stod Montenegro på Serbiens side og deltog i fredsslutningen i Bukarest den 6. august samme år.

### 1. verdenskrig
Under 1. verdenskrig sluttede Montenegro sig til Ententen, og dets tropper arbejdede sammen med de serbiske. Den 26. juli 1914 mobiliserede Montenegro, og den 7. august fulgte krigserklæringen til Østrig-Ungarn. Montenegro var særlig ivrig efter at bemægtige sig albansk område og nøjedes med at holde sig i forsvarsposition langs grænsen mod Bosnien og Herzegovina. Dets hær drog mod Scutari, som besattes 3. juli 1915. Den 17. januar 1916 indtog de østrigske tropper dog Cetinje og besatte Montenegro. Regeringen måtte flygte til Lyon og flyttede senere, den 8. marts samme år, til Bordeaux. Forinden havde kong Nikita og regeringen på ulige måder anmodet om våbenstilstand. Østrig-Ungarns betingelser var afvæbning af den montenegrinske hær. Montenegro havde ingen anden vej at gå, og den 16. januar vedtog man afvæbningen, som fuldførtes den 7. februar. I februar blev der gjort forsøg på at få kong Nikita tilbage, men flertallet af befolkningen havde mistet tilliden til ham, og d. 29. november 1918 afsatte Skupschtina’en ham. Et par dage i forvejen, den 26. november, var Montenegro blevet indlemmet i Serbernes, Kroaternes og Slovenernes Kongerige (Jugoslavien) til trods for den absolutte modvilje derfor i Montenegro. Efter kong Nikitas død i Antibes d. 1. marts 1921 proklamerede hans tilhængere kronprins Danilo som konge, men efter seks dages abdicerede han til fordel for sin nevø Michael. Under hans umyndighed blev ex-dronning Milena (død i Cap d’Antines d. 16. marts 1923) regent.

### Besat af Jugoslavien
Montenegro var herefter et land besat af serbiske tropper, mens kongen og regeringen befandt sig i Italien. Den 13. juli 1922 bestemte ambassadørkonferencen, at Montenegro fra 1919 var at regne som en del af Jugoslavien.

### 2. verdenskrig
I 1941 blev Montenegro under besættelsen gjort til kongerige med Victor Emanuel 3. af Italien som regent. I 1945 blev Montenegro republik i Den Føderative Folkerepublik Jugoslavien, kendt som Jugoslavien.

### Vejen til selvstændighed
Fra d. 4. februar 2003 udgjorde Montenegro sammen med Serbien, staten Serbien og Montenegro. Den 3. juni 2006 erklærede Montenegro sin uafhængighed, efter at landets parlament formelt havde anerkendt resultatet af folkeafstemningen den 21. maj, hvor man stemte for at løsrive sig fra unionen med Serbien. Den 28. juni 2006 blev Montenegro det 192. medlemsland i FN, d. 11. maj 2007 det 47. medlemsland i Europarådet, og d. 5. juni 2017 blev Montenegro det 29. medlemsland af NATO.

## Geografi
De vigtigste byer i Montenegro er:
1. Podgorica (de facto hovedstad; 136.473 indbyggere)
2. Nikšić (58.212)
3. Pljevlja (21.377)
4. Bijelo Polje (15.883)
5. Herceg Novi (16.493, inklusive Igalo)
6. Cetinje (de jure hovedstad; 15.137 indbyggere)
7. Berane (11.776)
8. Kotor